# Princeton
Princeton è un comune degli Stati Uniti d'America, nella contea di Mercer, nello Stato del New Jersey. Posto nella zona centro-occidentale dello Stato, il borgo (borough) di Princeton (4,80 km², 14 203 abitanti nel 2000) è da distinguersi dalla cittadina (township) di Princeton (43 km², 16 027 abitanti nel 2000), comune che lo racchiude. Va detto che, comunque, comunemente ci si riferisce a Princeton intendendo indifferentemente il borough o la township. È famosa per essere sede dell'Università di Princeton, una delle più prestigiose al mondo, nonché del Princeton Theological Seminary e del Westminster Choir College.

## Storia
L'Università di Princeton fu fondata nel 1746 ed è quindi una delle più antiche degli Stati Uniti.
Durante la Guerra di Indipendenza il New Jersey fu teatro di importanti scontri fra i britannici (che si erano impossessati di New York) e le forze dei ribelli (che avevano la loro capitale a Filadelfia). Uno di questi avvenne a Princeton il 3 gennaio 1777, quando le truppe di George Washington bloccarono l'avanzata delle truppe inglesi di Charles Cornwallis. Nell'estate del 1783 il Congresso Continentale si riunì ripetutamente alla Nassau Hall dell'università di Princeton, rendendo la cittadina la capitale de-facto degli USA per quattro mesi. Il presidente Grover Cleveland visse a Princeton gli ultimi anni della sua vita (1898-1908) ed è sepolto nel cimitero della cittadina.
Pochi anni dopo Woodrow Wilson, che era stato professore e rettore a Princeton (ed anche governatore del New Jersey), diventò presidente, guidando gli Stati Uniti dal 1913 al 1921 ed in particolare nella prima guerra mondiale.
Nel 1930 vi fu fondato l'Institute for Advanced Studies, che in seguito attirò numerosi scienziati di fama mondiale, primo fra tutti Albert Einstein, che vi giunse nel 1933 per sfuggire alle persecuzioni naziste e che vi rimase fino alla morte (1955).

## Cultura di massa
Il campus universitario è stato votato dalla rivista Forbes come uno dei più belli del mondo.
Princeton è famosa anche per essere stata ripresa in numerosi film. Il più famoso di questi è probabilmente A Beautiful Mind (basato sulla figura del matematico schizofrenico John Nash, professore a Princeton e Premio Nobel per l'economia nel 1994), che nel 2002 vinse quattro premi Oscar.
È inoltre l'ambientazione della serie televisiva Dr. House; l'ospedale nel quale House e i suoi colleghi lavorano è infatti il Princeton Plainsboro Teaching Hospital, che non esiste realmente. Per le riprese esterne è stato infatti scelto un edificio dell'Università di Princeton.

## Cultura

### Musei
- Princeton University Art Museum